# Казміров Олександр Вікторович
Олекса́ндр Ві́кторович Казмі́ров (нар. 21 листопада 1996 — 26 лютого 2018) — солдат Збройних сил України, учасник російсько-української війни.

## Життєпис
Народився 1996 року в смт Стара Синява (за іншими даними — селі Щербані) (Хмельницька область). 2009 року закінчив 6 класів ЗОШ села Щербані, у 2012-му — 9 класів ЗОШ села Заставці. У 2012—2013 роках навчався в Жмеринському ВПУ — за спеціалізацією «залізничний транспорт» на фах «провідник пасажирського вагону; квитковий та багажний касир; прийомоздавальник вантажу та багажу». З 2013 року працював на різних роботах — щоб допомагати родині.
Пройшов строкову службу та 13 липня 2016 року підписав контракт на 3 роки; солдат, стрілець — помічник гранатометника 1-го відділення 1-го взводу 6-ї роти 2-го механізованого батальйону 24-ї бригади.
17 лютого 2018-го в передвечірню пору біля Майорська під час обстрілу позицій з СПГ-9 зазнав тяжкого поранення голови, переніс операцію, перебував у Харківському військовому госпіталі в стані коми. Помер у ніч проти 26 лютого у ВМКЦ Північного регіону (Харків).
1 березня 2018 року похований у селі Шарівка (Ярмолинецький район), звідки родом його батько.
Без Олександра лишились батьки і старша сестра Інна.

## Нагороди та вшанування
- Указом Президента України № 189/2018 від 27 червня 2018 року «за особисту мужність і самовіддані дії, виявлені у захисті державного суверенітету та територіальної цілісності України, зразкового виконання військового обов'язку» — нагороджений орденом «За мужність» III ступеня[2]